# The Stars We Are
The Stars We Are är en svensk dokumentärfilm från 1998 i regi av Mia Engberg. Filmen nominerades till en Guldbagge samma år för "bästa kortfilm".

## Om filmen
Filmen producerades av Anita Oxburgh och spelades in efter ett manus av Engberg, som även var fotograf. Marc Almond komponerade titelmelodin och filmen klipptes av Engberg. Den premiärvisades i februari 1998 på Göteborgs filmfestival och hade biopremiär 4 april 1998 på biografen Zita i Stockholm. Den 30 juli 1998 visades filmen av Sveriges Television och i oktober 2007 av Uppsala kortfilmsfestival.

## Handling
Filmen handlar om tre unga skinnskallar: den HIV-smittade och rullstolsburne Kalle och hans vänner Henrik och Ibrahim. Vännerna firar jul och nyår tillsammans och samtalar kring sex och kärlek mellan unga män, droger, utanförskap och om den vänskap de tre känner för varandra.